# Pixton
Pixton o Pixton Cómics es una herramienta web 2.0 utilizada para elaborar cómics, a través de la creatividad y desarrollo de la capacidad lingüística y comprensión lectora.

## Funciones
Se trata de una herramienta que funciona en todos los navegadores y plataformas modernas MAC, Windows, Chromebooks, Linux, iOS y Android. Fue creada por Clive y Daina Goodinson, un equipo de pareja.

## Características
Pixton ofrece una amplia gama de plantillas al usuario, gracias a su amplia galería de viñetas en formato de cómic y la gran variedad de personajes, fondos historiados de temáticas diversas, artículos decorativos para complementar y completar la escena, etc. La herramienta también permite al usuario integrar sus propias imágenes, dando la posibilidad de subir sus creaciones a la red para incrustarlas en la presentación, con amplias posibilidades de edición y modificación. Es posible guardar las creaciones que hace el usuario e, incluso, con contraseña. 
Las tiras cómicas pueden publicarse, apareciendo en entre el lista de la sección "cómics" del programa y pudiendo ser filtradas, así como visualizadas y comentadas por cualquier usuario.

### Plataformas de la herramienta
Ofrece la plataforma gratuita o pagada, y posibilita la creación de historias sobre temáticas muy diversas, con gran capacidad de aplicación en ámbitos como el empresarial, el educativo o, simplemente, el ocio, de ahí que ofrezca 3 plataformas de trabajo distintas, según el uso que se le requiera. 
Acorde a la finalidad del proyecto, la web ofrece las siguientes plataformas:
- Pixton para divertirse: Plataforma orientada al ocio y disfrute del usuario.[7]
- Pixton para escuelas: Con finalidad educativa y pedagógica, ofreciendo diversas acciones que facilitan el trabajo y adecuación de la aplicación en el aula. Su uso facilita el trabajo tanto individual como colectivo en el aula, pudiendo ser aplicable a cualquier materia, dada la gran cantidad de recursos que posee. Según quién utilice esta plataforma, existen dos opciones: una individual, para cada maestro y otra genérica para cada centro o distrito, enfocada al uso del alumnado.[8] El Gobierno de Canarias lo tiene listado en su página oficial de educación.[6] El New York Times le ofrece ideas a maestros para como incorporar el uso de Pixton para estimular la imaginación de estudiantes en la clase.[9]
- Pixton para negocios: Finalidad empresarial, circunscrita al ámbito del marketing y la comunicación. En Australia, en más de una ocasión ha sido usado por abogados para agregar visuales a contratos legales.[10]